# Phospholipase A2
Phospholipase A2 (PLA2s) EC 3.1.1.4  là các enzyme chứa gốc axit béo ở vị trí hai của phospholipid, thủy phân liên kết giữa "đuôi" axit béo thứ hai và phân tử glycerol. loại phospholipase này nhận biết liên kết sn-2 acyl của phospholipid và xúc tác thủy phân liên kết, giải phóng axit arachidonic và axit lysophosphatidic. Sau khi cyclooxygenase hoặc lipoxygenase lần lượt xúc tác, axit arachidonic biến đổi thành các chất hoạt động tên là eicosanoid. Eicosanoid bao gồm prostaglandin và leukotrien, được phân loại là chất trung gian gây viêm và chống viêm.
Enzyme PLA2 thường được tìm thấy trong các mô của động vật có vú cũng như nọc độc, côn trùng và nọc rắn. Nọc độc từ cả rắn và côn trùng phần lớn chứa melittin, một chất kích thích của PLA2. Do sự hiện diện và hoạt động của PLA2 tăng lên do rắn cắn hoặc côn trùng, axit arachidonic được giải phóng khỏi màng lipid kép một cách không kiểm soát. Hậu quả là gây viêm và đau xảy ra tại vị trí cắn. Ngoài ra còn có loại enzyme phospholipase A2 của sinh vật nhân sơ.
Các loại phospholipase khác bao gồm phospholipase A1, phospholipase B, phospholipase C và phospholipase D.

## Tác dụng sinh học
PLA2 có thể giải phóng histamine từ dưỡng bào (tế bào mast) ở phúc mạc chuột. PLA2 cũng giải phóng histamine trong bạch cầu ái kiềm (basophils) của người.

## Điều hòa
Do tầm quan trọng của PLA2 trong các phản ứng viêm, sự điều hòa của enzyme là rất cần thiết. PLA2 được điều hòa bởi sự phosphoryl hóa và bởi nồng độ calci. PLA2 bị phosphoryl hóa bởi MAPK ở Serin-505. Khi sự phosphoryl hóa được kết hợp với một "dòng thác" ion calci, PLA2 bị kích thích và có thể di chuyển đến màng để bắt đầu xúc tác.
Phosphoryl hóa PLA2 có thể là kết quả của sự liên kết phối tử với các thụ thể (receptor), bao gồm:
- Thụ thể 5-HT2 [8]
- mGLUR1
- thụ thể bFGF
- Thụ thể IFN-α
- Thụ thể IFN-γ

Trong trường hợp bị viêm, dùng glucocorticoids điều chỉnh  tăng  sản xuất protein lipocortin sẽ ức chế PLA2 và làm giảm phản ứng viêm.

## Sự liên quan trong rối loạn thần kinh
Trong các tế bào não bình thường, quy định PLA2 chiếm sự cân bằng giữa quá trình chuyển đổi axit arachidonic thành các chất trung gian gây viêm và tái hợp của nó vào màng. Các ứng kích oxy hóa sẽ gây viêm dây thần kinh, tương tự các bệnh về thần kinh như bệnh Alzheimer, động kinh, đa xơ cứng, thiếu máu cục bộ. Lysophospholipids là một loại phân tử khác được giải phóng từ màng, đáp ứng các yếu tố kích hoạt tiểu cầu (PAF). Mức độ bất thường của PAF mạnh có liên quan đến tổn thương thần kinh. Một chất ức chế enzyme tối ưu sẽ đặc biệt nhắm mục tiêu hoạt động PLA2 trên màng tế bào thần kinh đã bị ứng kích oxy hóa và viêm. Do đó, các chất ức chế đặc hiệu của PLA2 não có thể là một cách tiếp cận trong dược phẩm để điều trị một số rối loạn liên quan đến chấn thương thần kinh.
- Nhóm I: PLA2G1B
- Nhóm II: PLA2G2A, PLA2G2C, PLA2G2D, PLA2G2E, PLA2G2F
- Nhóm III: PLA2G3
- Nhóm IV: PLA2G4A, PLA2G4B, PLA2G4C, PLA2G4D, PLA2G4E, PLA2G4F
- Nhóm V: PLA2G5
- Nhóm VI: PLA2G6
- Nhóm VII: PLA2G7
- Nhóm X: PLA2G10
- Nhóm XII: PLA2G12A, PLA2G12B

Bên cạnh đó, các protein của người chứa các  miền protein của phospholipase A2:
- OC90